# Megaulacobothrus chinensis
Megaulacobothrus chinensis är en insektsart som först beskrevs av Yu S. Tarbinsky 1927.  Megaulacobothrus chinensis ingår i släktet Megaulacobothrus och familjen gräshoppor. Inga underarter finns listade i Catalogue of Life.